# Hamamelis virginiana
Hamamelis virginiana tên tiếng Anh là witch-hazel là một loài cây bụi có hoa trong họ Hamamelidaceae thuộc họ Kim lũ mai. Loài này được L. miêu tả khoa học đầu tiên năm 1753.

## Hình ảnh

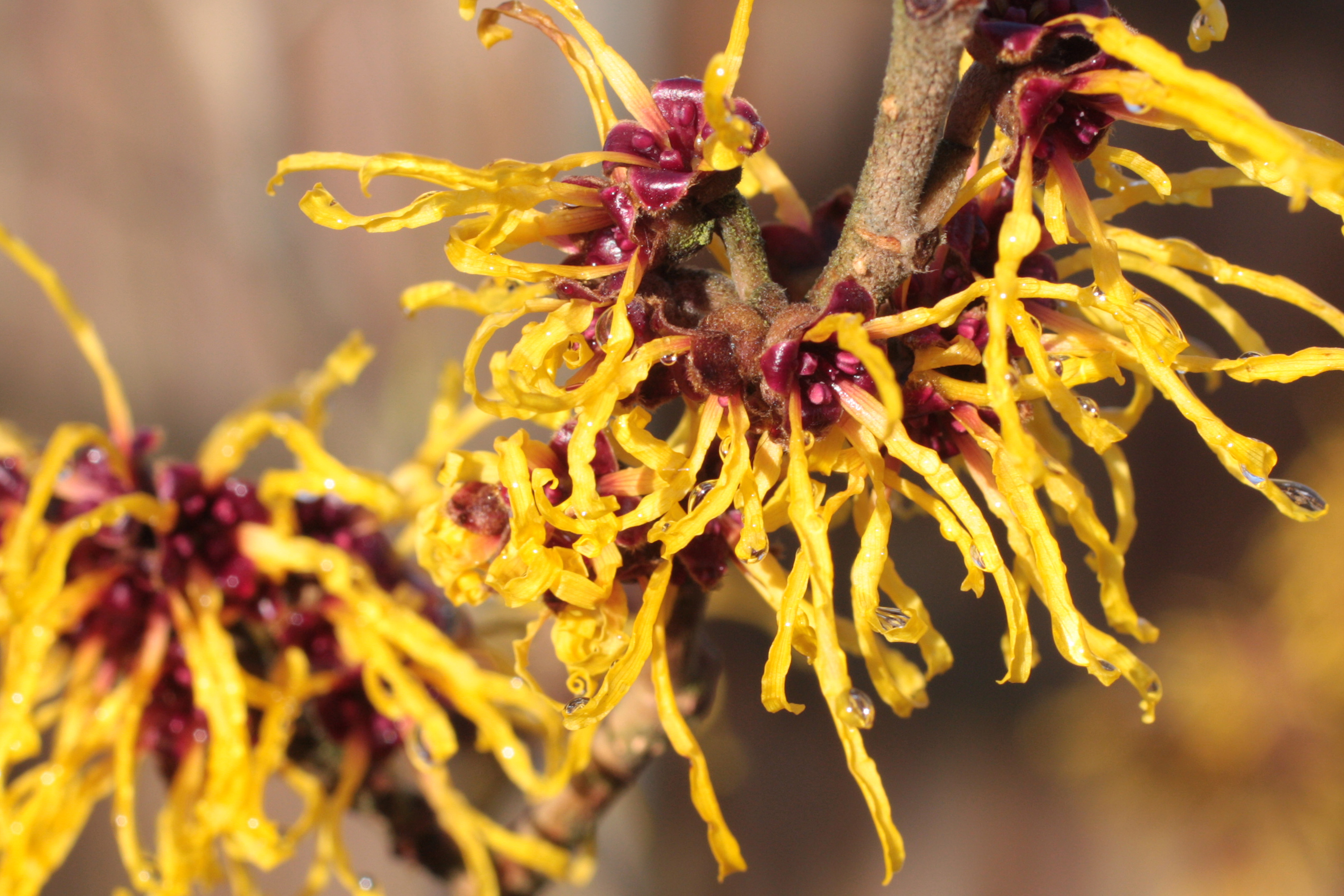
Hoa phỉ
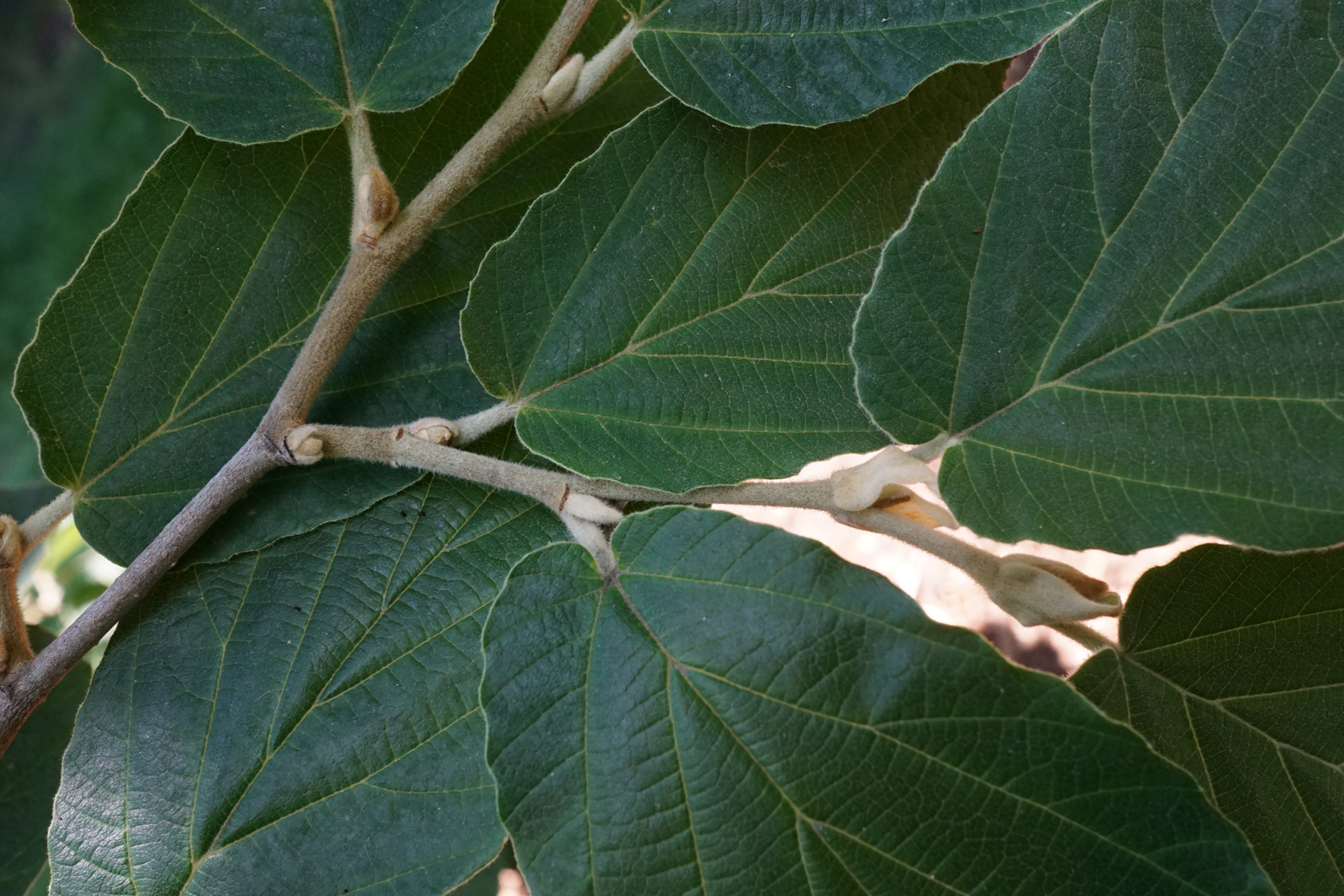
Lá phỉ
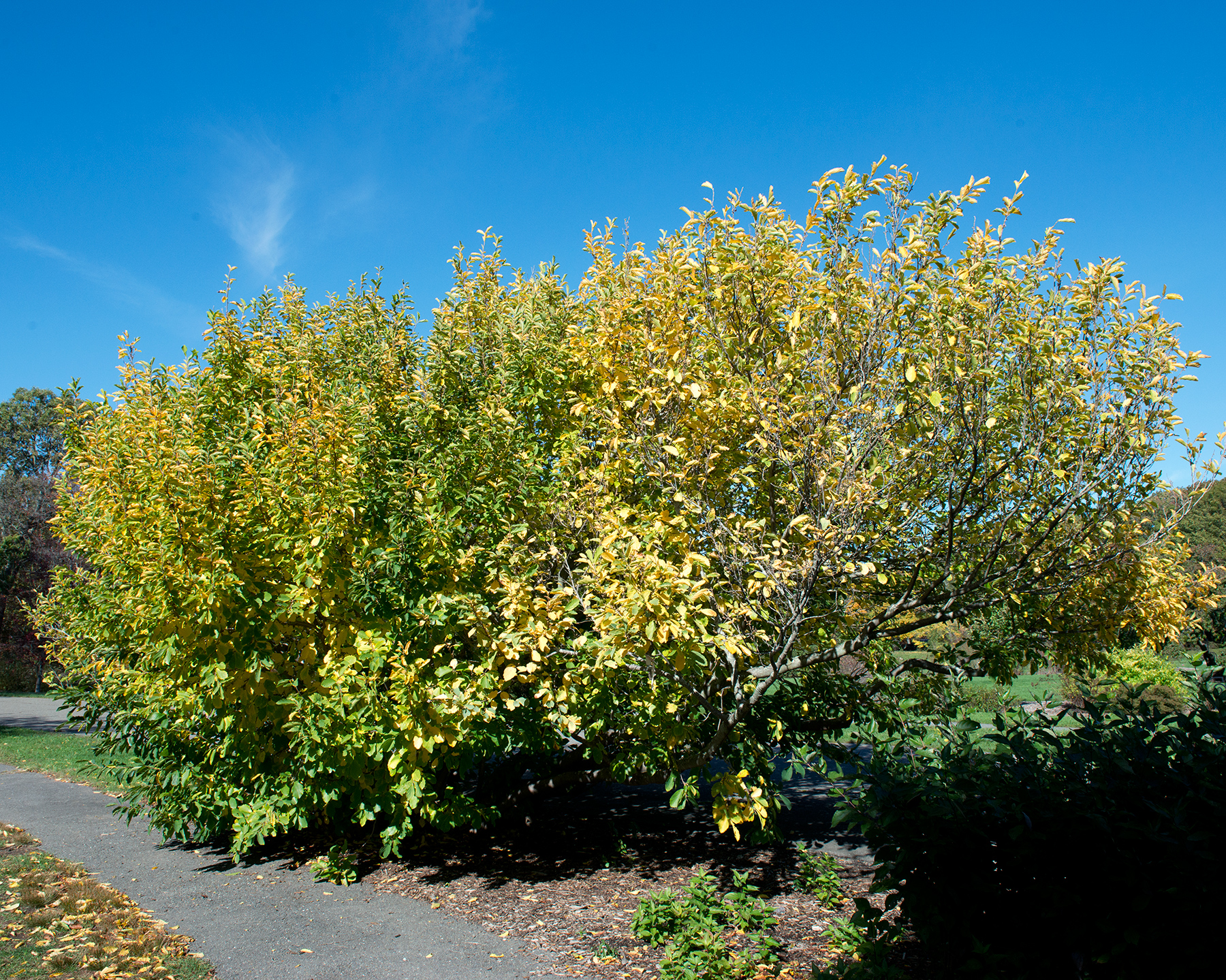